# Dunaliella salina

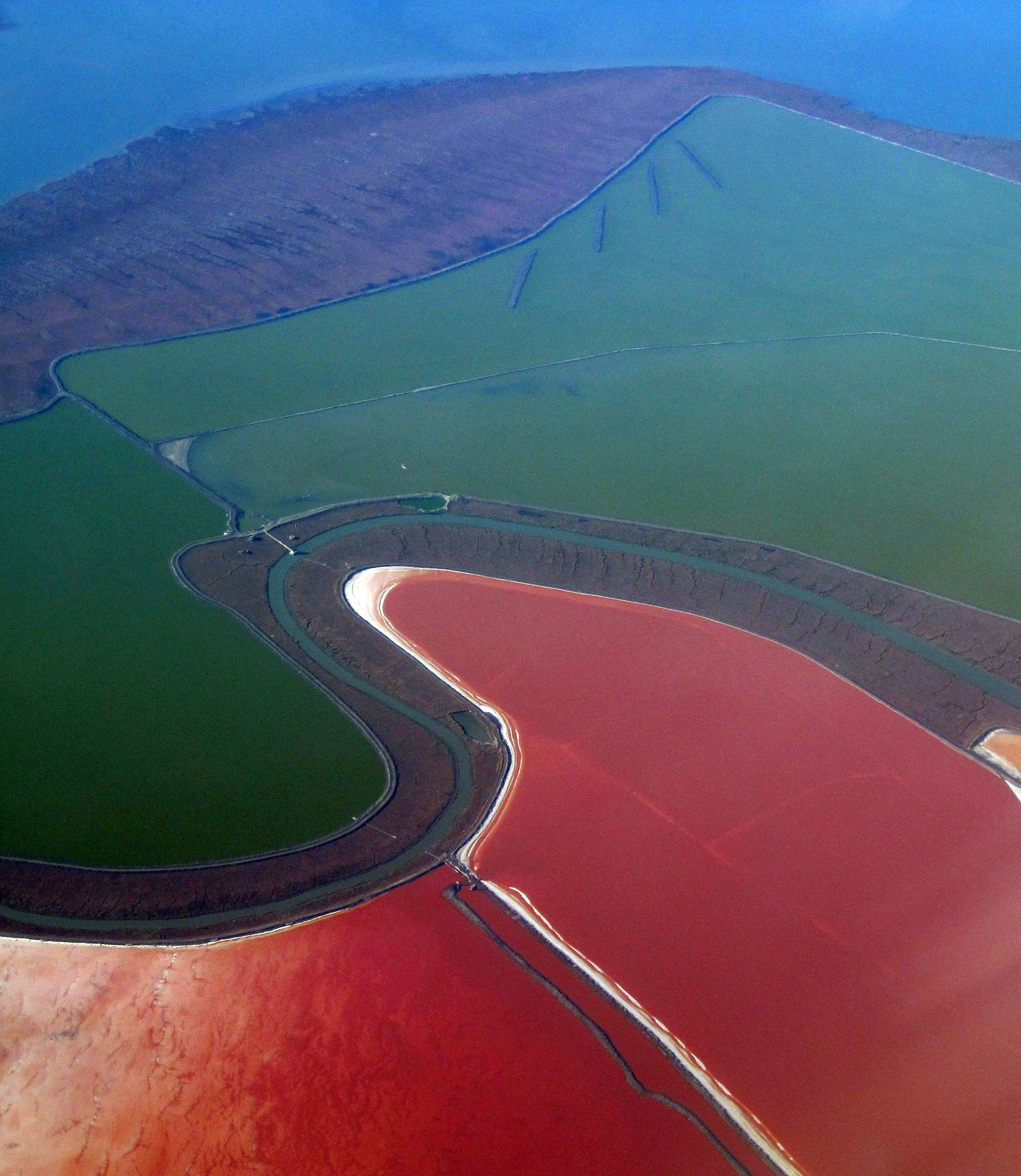
Màu đỏ trong ruộng muối này là do Dunaliella salina, tại nam vịnh San Francisco, California.

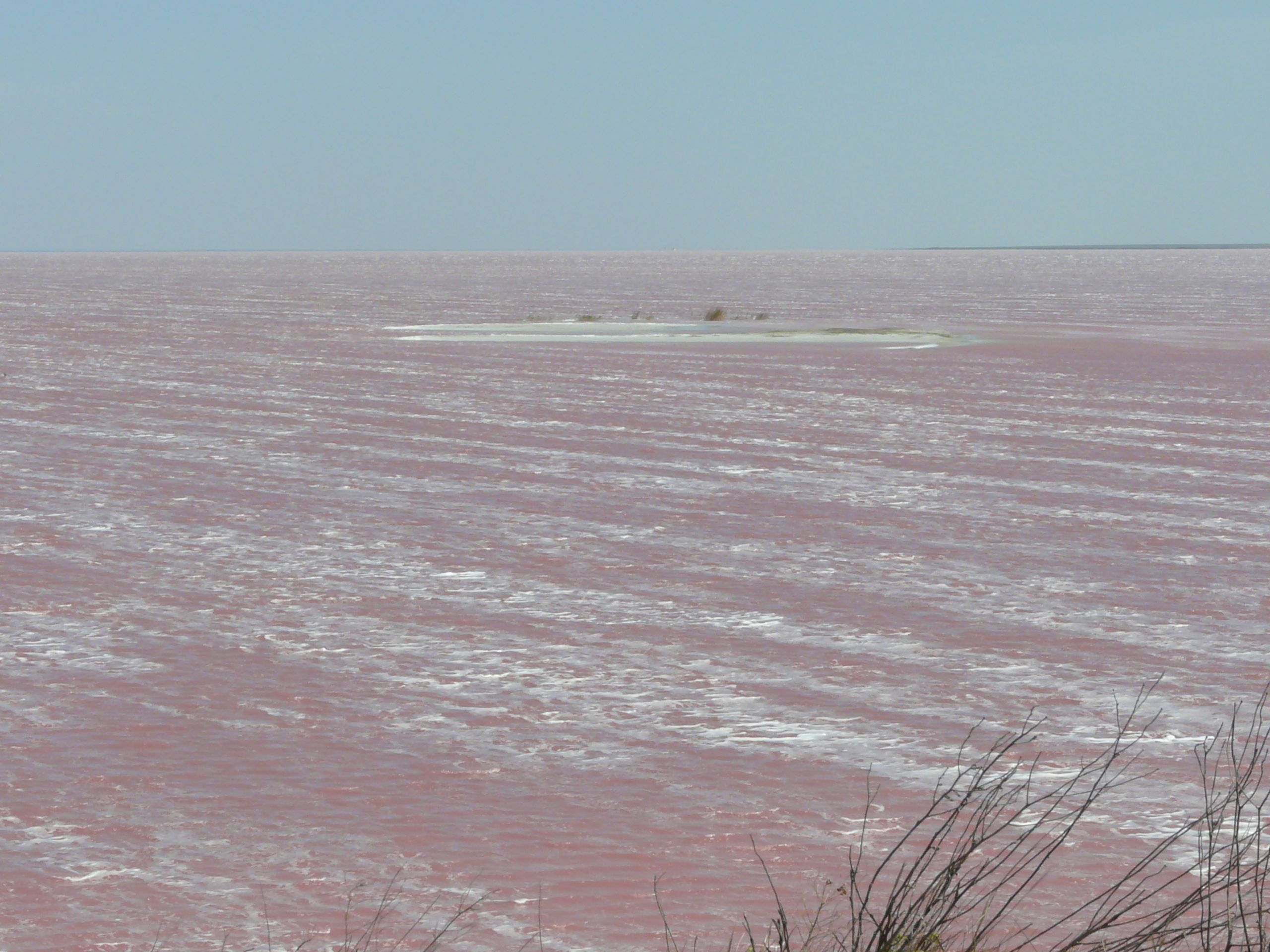
Nước hồ nước mặn Sivash chứa Dunaliella salina.

Dunaliella salina là một loài vi tảo ưa mặn hay sống trong ruộng muối biển. Với khả năng chống oxy hóa do có thể tạo lượng lớn carotenoid, D. salina được dùng trong bào chế mỹ phẩm và thực phẩm bổ sung. Ít sinh vật có thể sống sót trong điều kiện độ mặn cao của ruộng muối như D. salina. Để tồn tại, sinh vật này có nồng độ β-carotene cao nhằm che chắn chúng khỏi nắng chói, và nồng độ glyxerol cao bảo vệ chúng khỏi áp suất thẩm thấu. Điều này tạo điều kiện cho việc khai thác thương mại các chất trên.

## Lịch sử
Dunaliella salina được E.C. Teodoresco đặt theo tên người nhận dạng loài này đầu tiên, Michel Felix Dunal, người xác nhận một cách khoa học rằng đã quan sát nó trong ruộng muối tại Montpellier, France năm 1838. Dunal ban đầu gọi nó là Haematococcus salinus và Protococcus. Cả Teodoresco và Clara Hamburger độc lập nhau xác định loài này thuộc một chi mới, riêng rẽ năm năm 1905. Teodoresco là người công bố phát hiện trước, nên ông thường được nhìn nhận là người phân loại D. salina.

## Hình thái học
Các loài trong chi Dunaliella tương tự về hình thái với Chlamydomonas reinhardtii. Nét khác biệt chính là Dunaliella thiếu cả vách tế bào và không bào co bóp. Dunaliella có hai tiên mao dài ngang nhau và một lục lạp hình chén. Lục lạp này có thể đựng β-carotene, mà sinh vật này màu đỏ-cam. β-carotene che chắn chúng khỏi tia tử ngoại mà D. salina phải phơi mình ra trong môi trường sống. D. salina có nhiều hình dạng, tùy vào điều kiện môi trường hiện tại của chúng.
D. salina có thể sinh sản vô tính hay sinh sản hữu tính (bằng cách hợp nhất hai giao tử thành hợp tử). Dù D. salina sống sót trong nước mặn, Martinez et al. xác định rằng hoạt động sinh sản của D. salina giảm đáng kể trong điều kiện nước mặn >10%. Hoạt động sinh sản hữu tính bắt đầu khi hai tiên mao của D. salina chạm nhau dẫn đến sự hợp giao tử. Hợp tử D. salina chống chịu tốt, sống sót cả trong nước ngọt lẫn khi thiếu nước. Sau khi nở, 32 tế bào con đơn bội chui ra từ hợp tử.